# Province de Makira-Ulawa
La province de Makira-Ulawa est une des provinces des Salomon. Elle est constituée principalement par l'île de San Cristobal ainsi que par une série d'ilôts.
Sa population était d'environ 31 000 habitants en 1999. Sa capitale est Kirakira.

## Îles de la province
- Ali'ite
- Malaulalo
- Malaupaina
- Santa Ana (Owaraha)
- Santa Catalina (Owariki)
- Pio
- San Cristobal (Makira)
- Uki Ni Masi (Ugi)
- Ulawa

## Divisions administratives de la province
- North Ulawa
- South Ulawa
- West Ulawa
- Ugi & Pio
- Arosi South
- Arosi West
- Arosi North
- Arosi East
- Bauro West
- Bauro Central
- Bauro East
- Wainoni West
- Wainoni East
- Star Harbour North
- Santa Ana
- Santa Catalina
- Star Harbour South
- Rawo
- Weather Coast
- Haununu